# Sarcophaga seychellica
Sarcophaga seychellica är en tvåvingeart som beskrevs av Yu. G. Verves 1986. Sarcophaga seychellica ingår i släktet Sarcophaga och familjen köttflugor. Inga underarter finns listade i Catalogue of Life.